# Actinocladum verticillatum
Actinocladum es un género monotípico de plantas de la familia Poaceae. Su única especie: Actinocladum verticillatum (Nees) McClure ex Soderstr., es nativa de Sudamérica en Brasil donde se encuentra en la Amazonia, el Cerrado y el Pantanal.

## Descripción
Tiene hábito perenne. Con rizomas cortos; paquimorfo. Tallos erectos, de 30-46 dm de long.; planta leñosa. Sus internudos teretos. Macollos laterales dendroides, más finos que el tallo principal. Las lígulas con membranas eciliadas. Base de la lámina de la hoja con un breve peciolo; las hojas lanceoladas. La inflorescencia es una panícula abierta. El fruto es un cariopse con brillante pericarpio libre; elipsoide. El embrión es 0,15 la longitud del cariopse. El hilum es lineal; 1 vez la longitud del cariopse.

## Taxonomía
Actinocladum verticillatum fue descrita por (Nees) McClure ex Soderstr. y publicado en American Journal of Botany 68(9): 1204, f. 1–39. 1981.
Etimología
Actinocladum: nombre genérico que alude a la forma de su ramificación.
Sinonimia
- Arundinaria verticillata Nees
- Ludolfia verticillata (Nees) A.Dietr.
- Rhipidocladum verticillatum (Nees) McClure[3]